# Kärrtorp (stacja metra)
Kärrtorp – powierzchniowa stacja sztokholmskiego metra, leży w Sztokholmie, w Söderort, w dzielnicy Skarpnäck, w części Kärrtorp. Na zielonej linii metra T17, między Björkhagen a Bagarmossen. Dziennie korzysta z niej około 3 700 osób. 
Stacja znajduje się na wiadukcie nad Kärrtorpsplanem, na wschód od Söderarmsvägen i Holmögaddsvägen. Ma jedno wyjście przy północnym krańcu Kärrtorpsplanu. 
Stację otworzono 19 listopada 1958. Ma jeden peron.

## Sztuka
- Ljuslådor med hemliga tecken, obrazy umieszczone na peronach, przy torach i w budynku stacji, Björn Olsén, 1994[3]

## Czas przejazdu
| Linia | Stacja    | Czas przejazdu | Stacja                                                   | Czas przejazdu                   |
| T17   | Åkeshov   | 36 min         | Skärmarbrink Gullmarsplan Slussen Gamla stan T-Centralen | 5 min 7 min 11 min 12 min 16 min |
| T17   | Skarpnäck | 4 min          | Skärmarbrink Gullmarsplan Slussen Gamla stan T-Centralen | 5 min 7 min 11 min 12 min 16 min |

## Otoczenie
W najbliższym otoczeniu stacji znajdują się:
- Skarpnäcksskola
- Skarpnäcks g:a skola
- Hemmet för gamla
- Gränsberget
- Kärrtorpshallen
- Kärrtorps gymnasium
- Kärrtorps idrottsplats
- Tennishall
- Ishall